# Den prijoma po litjnym voprosam
Den prijoma po litjnym voprosam (russisk: День приёма по личным вопросам, da.: Modtagelsesdag for personlige spørgsmål) er en sovjetisk spillefilm fra 1974 instrueret af Solomon Sjuster.
Filmen er betegnet som et "produktionsdrama", en genre, der opstod i Sovjetunionen i 1970'erne i Bresjnev-æraen, hvis tema var besværlighederne og den resulterende stagnation af de sovjetiske femårsplaner.
Hvor sovjetiske film om produktion i Stalin-æraen var nationale og industrille epos om boblende turbiner, flammende ovne, skinnende arbejdskroppe og glæden ved førtidig opfyldelse af femårsplanernes produktionsmål, opstod efter tøbruddet under Khrusjtjov og senere under Bresjnev i stedet film, der var optaget af diskussionen om økonomiske problemer og som afviste euforien i det industrille episke. Konflikterne var centreret omkring kedelige spørgsmål som besværlighederne ved at opfylde årsplanen, hvem der havde ansvaret for forsinkelser, og hvorledes vægtningen skulle være mellem positiv relationer på arbejdspladsen og arbejdsdisciplin.
Sjusters film er på mange måder en antitese til Mikhail Sjvejtsers klassiske Vremja, vperjod! (da.: Tid, fremad!) fra 1965, der skildrer æstetikken i 1930'erne i den interne socialistiske konkurrence om opfyldelse af produktionsmålene.

## Handling
Film fortæller om den sidste dag op til leveringen af en stor turbine. Hovedpersonen, en træt ingeniør Boris Ivanov (spillet af Anatolij Papanov), gør en enorm indsats for at afslutte leverancen for at opfylde planen; han ofrer sig selv, nægter frokost, løber væk fra alle fornøjelser osv. Imidlertid består de fleste af hans handlinger af kedelige forhandlinger og overtalelse, forhandlinger med hykleriske overordnede, pacificering af livlige underordnede og vildledende bureaukratisk ståhej. Gennemførelsen af årsplanen er af højeste prioritet, og alt afhænger af turbinens idriftsættelse. Flere tekniske løsninger må prøves i sidste øjeblik. 
Ivanov må sideløbende håndtere et presserende boligproblem. Chefen for hovedkontoret kontakter ham og beder ham om at skaffe en lejlighed. Ivanov må give ham lejligheden, selvom han planlagde at give en af lejlighederne til Tiomkin, der har ventet i kø i lang tid. Ivannov arbejder til sent og venter på bekræftelsen på, at kraftværkets direktør vil underskrive leveringsattest af turbinen. Før han tager afsted, foretager Ivanov et sidste telefonopkald. Han kommer i konflikt med lederen af centralkomiteen og informerer ham om, at lejligheden ikke bliver opgivet. 

## Medvirkende
- Oleg Zjakov som Leonid Maslov
- Anatolij Papanov som Boris Ivanov
- Oleg Basilasjvili som Igor Djatlov
- Oleg Belov
- Vladimir Zamanskij